# Jökulfirðir
Jökulfirðir  är en grupp om 5 fjordar i republiken Island. De ligger i regionen Västfjordarna, i den nordvästra delen av landet, 240 km norr om huvudstaden Reykjavík. Utanför Jökulfirðir börjar Nordatlanten.
Inlandsklimat råder i trakten. Årsmedeltemperaturen i trakten är −3 °C. Den varmaste månaden är juli, då medeltemperaturen är 10 °C, och den kallaste är februari, med −8 °C.